# Phormictopus atrichomatus
Phormictopus atrichomatus é uma espécie de aranha pertencente à família Theraphosidae (tarântulas).